# Бергенгейм Едвард
Бергенгейм Едвард  (швед. Edward Bergenheim раніше швед. Bergenhem) (18 вересня 1798, Вааса — 19 лютого 1884, Або, Велике князівство Фінляндське, Російська імперія — архієпископ Абоський, голова Євангелічно-лютеранської церкви Фінляндії у 1850–1884 роках.

## Біографія
Народився 18 вересня 1798 року у місті Вааса, у родині Бергенгеймів: Еріка Йохана та Хедвіги Софії.
З 27 березня 1823 року молодший викладач історії, на початкових курсах в кадетської корпусі в місті Гаміна. З 23 липня 1824 по 25 листопада 1825 року викладач.
У 1835—1836, 1839—1840, 1843—1850 роках — ректор Кафедральної школи в Або.
У 1850 році обраний архієпископом Або, головою Євангелічно-лютеранської церкви Фінляндії.
З 14 січня 1852 року член комітету, який готує доповідь для сприяння народній освіті.
У 1853 і 1854 роках керівник Економічного Співтовариства Фінляндії.

## Родина

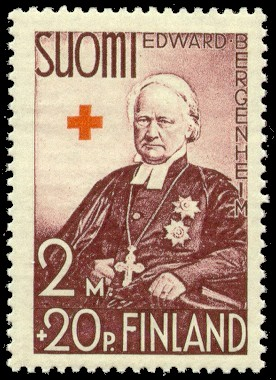
Фінська марка з зображенням Едварда Бергенгейма

### Батьки
- Батько — Ерік Йохан Бергенгейм (1779—1816), народжений у Уппсалі
- Мати — Хедвіг Софія Бергенгейм (до шлюбу Ганнеліус)

### Дружина
- Дружина — Олександрина Бергенгейм (до шлюбу Брюн) (1814—1889)

### Діти
- Син — Христіан Едвар (1833—1874)
- Син — Ерік Йохан (1836—1844)
- Син — Август (1840—1868)
- Донька — Луїза Вільгельміна Хенденберг (1841—1914)
- Донька — Анна Марія Бергенгейм (1842—1845)
- Син — Едуард Фердинанд (1844—1893)
- Донька — Олександрина Брюн (1847—1916)
- Донька — Софія фон Юлін (1849—1930)
- Син — Карл Адольф (1851—1855)
- Донька — Наталія Євгенія Бергенгейм (1855—1929)